# Messen SO
| SO ist das Kürzel für den Kanton Solothurn in der Schweiz. Es wird verwendet, um Verwechslungen mit anderen Einträgen des Namens Messen zu vermeiden. |

Messen ist eine Einwohnergemeinde im Schweizer Kanton Solothurn. Sie gehört zum Bezirk Bucheggberg. Entstanden ist sie auf den 1. Januar 2010 durch die Fusion der bisherigen Gemeinden Balm bei Messen, Brunnenthal, Messen und Oberramsern.

## Geographie

Luftbild aus 300 m von Walter Mittelholzer (1922)

Messen liegt auf 505 m ü. M., 15 km südsüdwestlich des Kantonshauptortes Solothurn (Luftlinie). Das Haufendorf erstreckt sich leicht erhöht am Südrand des Limpachtals, am Fuss der Hügelzone von Rapperswil, im Solothurner Mittelland.
Die Fläche des 11,88 km² grossen Gemeindegebiets umfasst einen Abschnitt der Grundmoränenlandschaft des Rapperswiler Plateaus sowie des nördlich angrenzenden Limpachtals im äussersten Südwesten des Solothurner Mittellandes. Der Hauptteil des Gebietes wird von der landwirtschaftlich intensiv genutzten Ebene des Limpachtals eingenommen, die im Bereich von Messen eine Breite von rund zwei Kilometern aufweist und auf durchschnittlich 470 m liegt. Der kanalisierte Limpach verläuft in Südwest-Nordost-Richtung durch die Ebene. Bedeutendster Zufluss auf dem Gemeindegebiet ist der von Süden kommende Messibach. Südlich der Talebene erstreckt sich der Gemeindebann auf die Höhen des Rapperswiler Hügellandes und erreicht im Junkholz eine Höhe von 563 m ü. M. Die Höhen sind auf dem Gebiet von Messen mit grösseren Wäldern bedeckt (Junkholz, Gsäss, Barhollen und Chräienberg), die durch die Talungen von Messibach und Länggengraben (Tal des Mülchibachs, bildet die südöstliche Gemeindegrenze) unterteilt werden. Nördlich des Limpachtals steigt der Hang mit einer bewaldeten, rund 150 m hohen Steilstufe zu den Höhen des Bucheggberges an. Die höchste Erhebung von Messen wird mit 646 m ü. M. auf dem sogenannten Rapperstübli, dem Standort der ehemaligen Burg Balmegg, oberhalb von Balm erreicht. Vor der Gemeindefusion betrug die Gemeindefläche von Messen 7,1 km². Davon entfielen 1997 7 % auf Siedlungen, 29 % auf Wald und Gehölze, 63 % auf Landwirtschaft und etwas weniger als 1 % war unproduktives Land.
Zum alten Gemeindegebiet Messen gehörten die Weiler Eichholz (483 m ü. M.; der westliche Ortsteil liegt auf Berner Gebiet), Niederwol (487 m ü. M.) und Ischbad (485 m ü. M.), alle leicht erhöht am Südrand der Limpachebene gelegen, sowie einige Einzelhöfe. Nachbargemeinden von Messen sind Schnottwil, Biezwil, Buchegg, Aetigkofen und Unterramsern im Kanton Solothurn sowie Mülchi, Etzelkofen, Scheunen, Rapperswil (BE) und Wengi im Kanton Bern.

## Bevölkerung
Mit 1496 Einwohnern (Stand 31. Dezember 2023) gehört Messen zu den kleineren Gemeinden des Kantons Solothurn. Von den Bewohnern sind 97,6 % deutschsprachig, 1,0 % französischsprachig und 0,3 % sprechen Portugiesisch (Stand 2000, auf das alte Gemeindegebiet bezogen). Die Bevölkerungszahl von Messen belief sich 1850 auf 670 Einwohner, 1900 auf 606 Einwohner. Im Verlauf des 20. Jahrhunderts pendelte die Bevölkerungszahl stets im Bereich zwischen 620 und 690 Personen. Erst seit 1980 (670 Einwohner) wurde ein deutliches Bevölkerungswachstum verzeichnet.

## Wirtschaft
Messen war bis in die zweite Hälfte des 20. Jahrhunderts ein vorwiegend durch die Landwirtschaft geprägtes Dorf. Noch heute haben der Ackerbau und der Obstbau sowie die Viehzucht und die Forstwirtschaft einen wichtigen Stellenwert in der Erwerbsstruktur der Bevölkerung. Zahlreiche weitere Arbeitsplätze sind im lokalen Kleingewerbe und im Dienstleistungssektor vorhanden. In Messen sind Betriebe des Baugewerbes, der Informationstechnologie, des Metallbaus, eine Sägerei und eine Schreinerei vertreten. Als grösste Gemeinde des Limpachtals verfügt Messen über gewisse Zentrumsfunktionen für das regionale Umland. In den letzten Jahrzehnten hat sich das Dorf auch zu einer Wohngemeinde entwickelt. Viele Erwerbstätige sind deshalb Wegpendler, die hauptsächlich in den Regionen Solothurn, Bern und Grenchen arbeiten.

## Verkehr
Die Gemeinde ist verkehrsmässig recht gut erschlossen. Sie liegt an der Hauptstrasse von Bätterkinden nach Lyss. Durch verschiedene Buslinien der RBS, welche die Strecken von Messen nach Lyss, nach Bätterkinden, nach Jegenstorf und Wengi b. Büren, (Waltwil) bedienen, sowie Postautolinien, welche mit der Linie 882 den Schulbus des Schulverbandes Bucheggberg als Teil des ÖV nach Schnottwil und Bätterkinden bedient, ist das Dorf an das Netz des öffentlichen Verkehrs angeschlossen.

## Geschichte
Das Gemeindegebiet von Messen war bereits zur Römerzeit bewohnt, was durch den Fund von Mauerresten einer Villa unter der Pfarrkirche nachgewiesen werden konnte. Die erste urkundliche Erwähnung des Ortes erfolgte 1251 unter dem Namen Messon; von 1276 ist die heutige Schreibform überliefert. Der Ortsname geht auf das lateinische Wort mansione (Dativ von mansio) zurück und bedeutet «bei den Wohnstätten».
Messen war im 12. Jahrhundert der Mittelpunkt einer Herrschaft, die ein Lehen der Grafen von Kyburg war. Die Herren von Messen schlossen schon früh einen Burgrechtsvertrag mit Solothurn ab. Um 1270 kam die Herrschaft Messen an das Stift Solothurn und ab Mitte des 14. Jahrhunderts unter die Herrschaft der Stadt Solothurn. 1410 geriet Messen endgültig unter direkte Solothurner Herrschaft und wurde der Vogtei Bucheggberg zugeordnet. Bis 1798 lag die hohe Gerichtsbarkeit beim bernischen Landgericht Zollikofen, während Messen einen der vier Gerichtsorte der Vogtei bildete. Nach dem Zusammenbruch des Ancien Régime (1798) gehörte Messen während der Helvetik zum Distrikt Biberist und ab 1803 zum Bezirk Bucheggberg. Zu einem Gebietsveränderung kam es am 1. Januar 2010, als die vorher selbständigen Gemeinden Balm bei Messen, Brunnenthal und Oberramsern nach Messen eingemeindet wurden.
Beim Trinkwasser wird nach einer Lösung gesucht, da der Grenzwert von Chlorothalonil überschritten ist.

## Sehenswürdigkeiten
Die reformierte Pfarrkirche Sankt Mauritius geht im Kern wahrscheinlich auf die Zeit vor dem Jahr 1000 zurück. Ihre heutige Gestalt erhielt die Kirche beim Neubau um 1480. Sie besitzt einen spätgotischen Käsbissenturm aus Tuffstein sowie einen Taufstein von 1764.
Im alten Ortskern sind einige stattliche Bauernhäuser aus dem 17. bis 19. Jahrhundert im Berner Stil erhalten. Das Hochstudhaus an der Burggasse 10 wurde 1690/91 erbaut und ist eines der ältesten Bauernhäuser im Bezirk Bucheggberg, die typische Ständerkonstruktion und die zweigeschossige Rauchküche wurden restauriert.

## Bilder

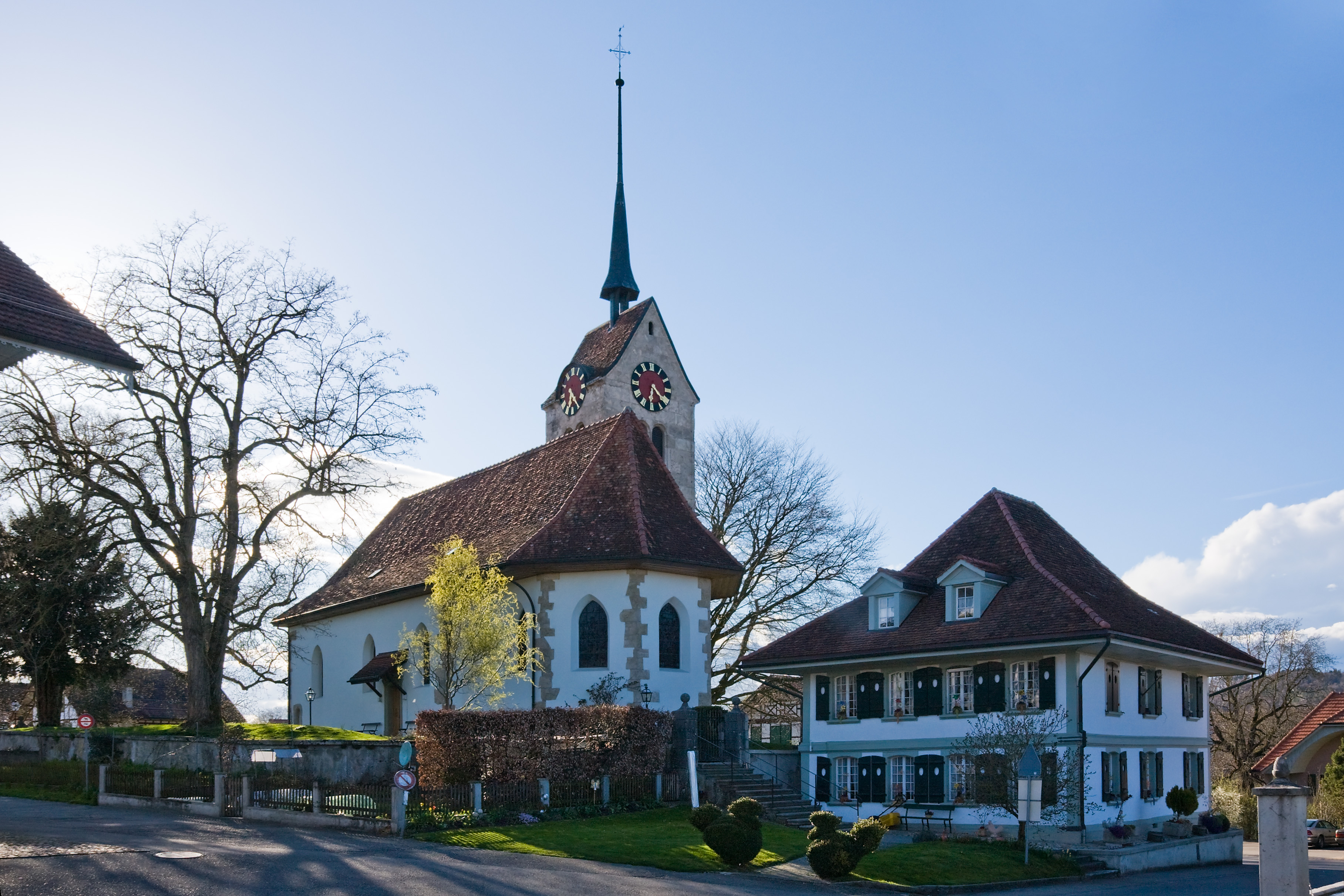
Pfarrkirche mit Gemeindehaus
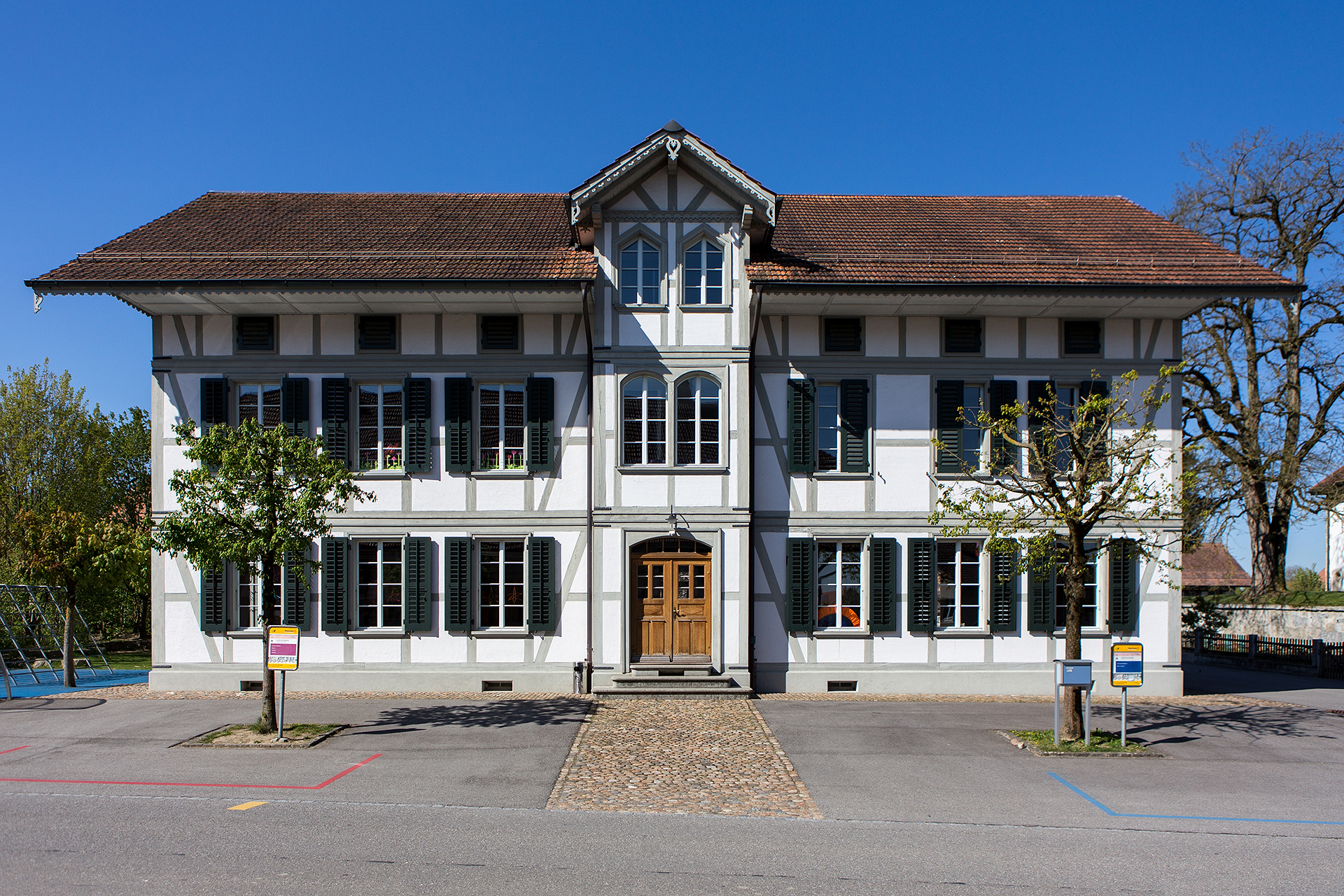
Primarschulhaus
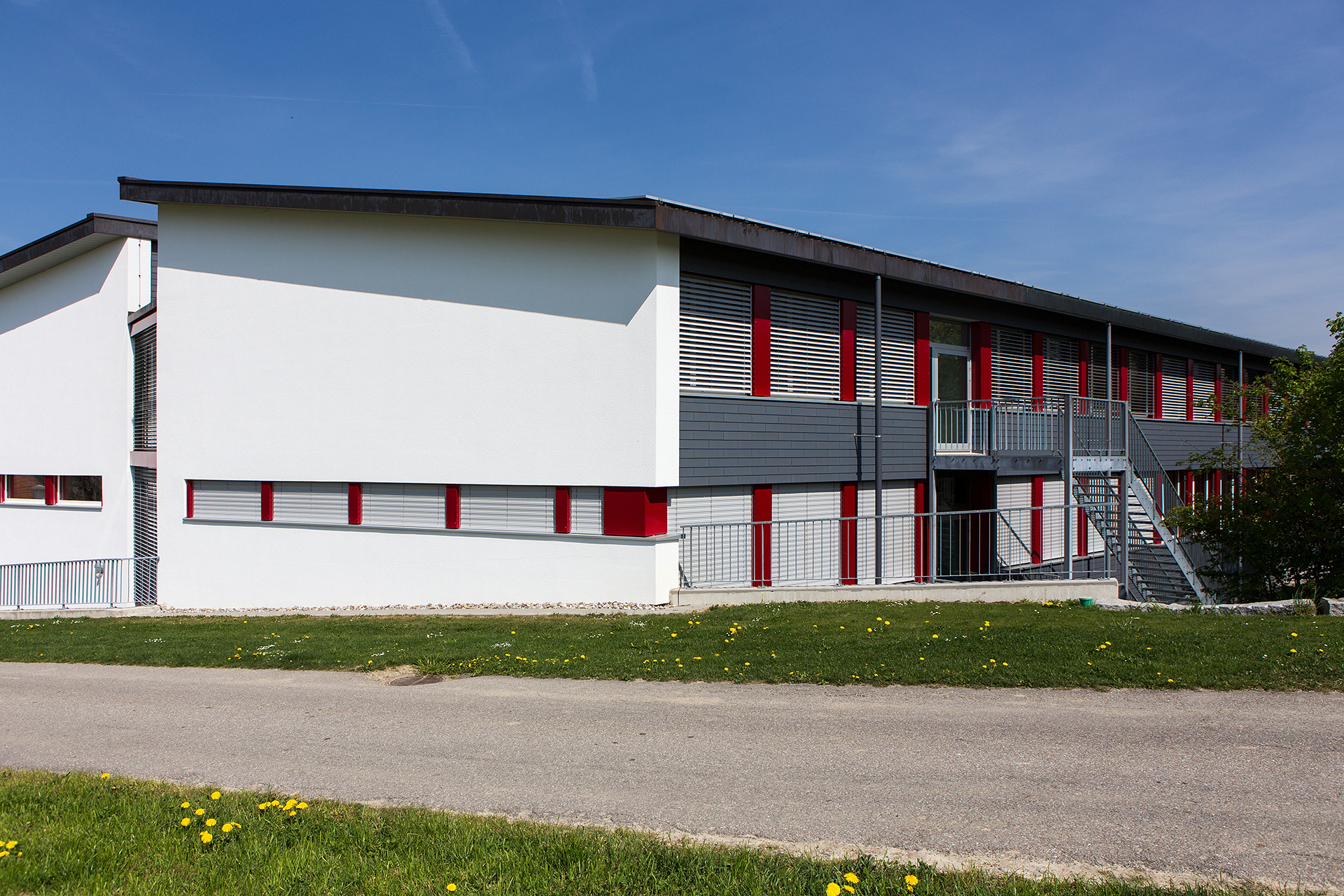
Schulhaus Bühl
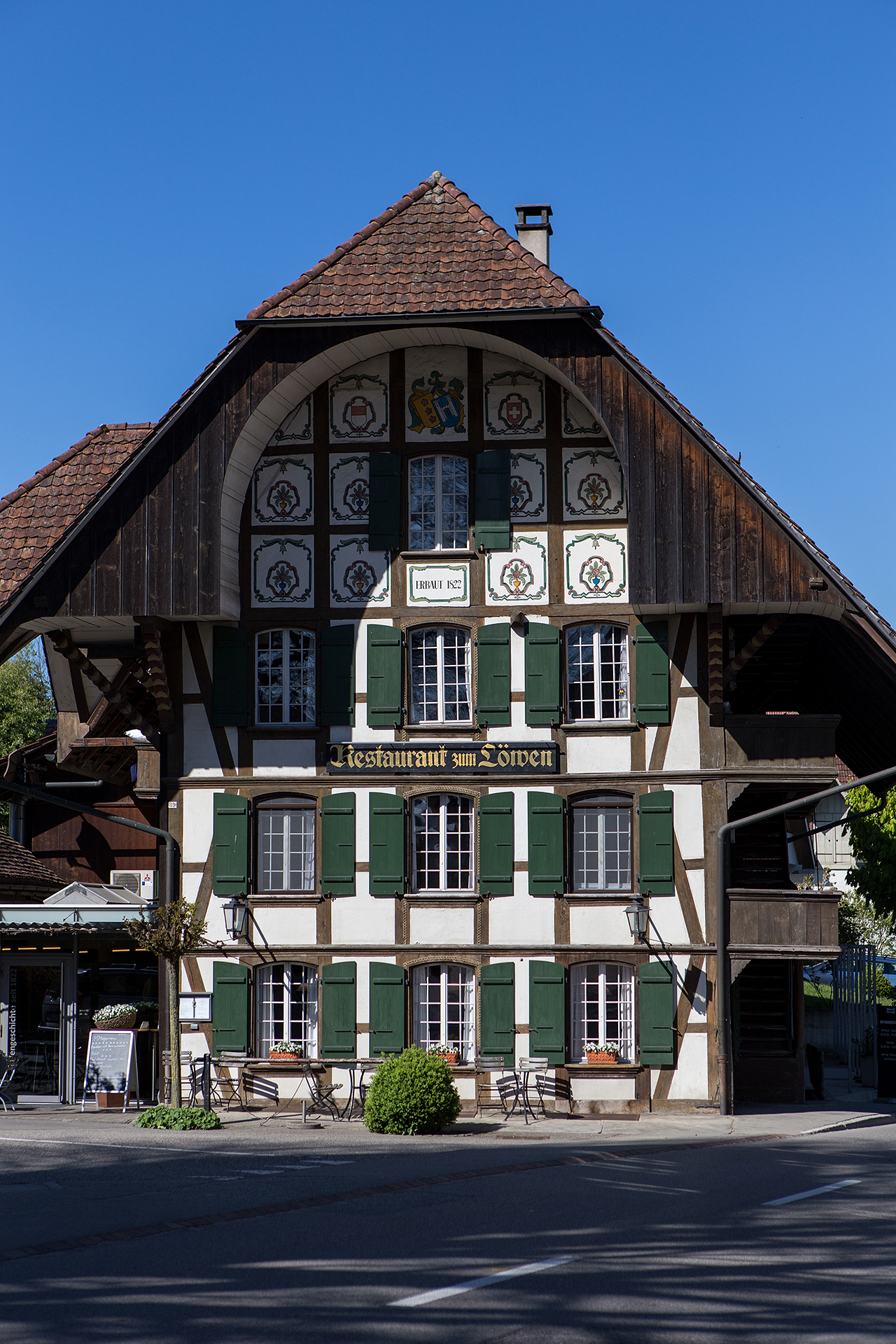
Restaurant zum Löwen
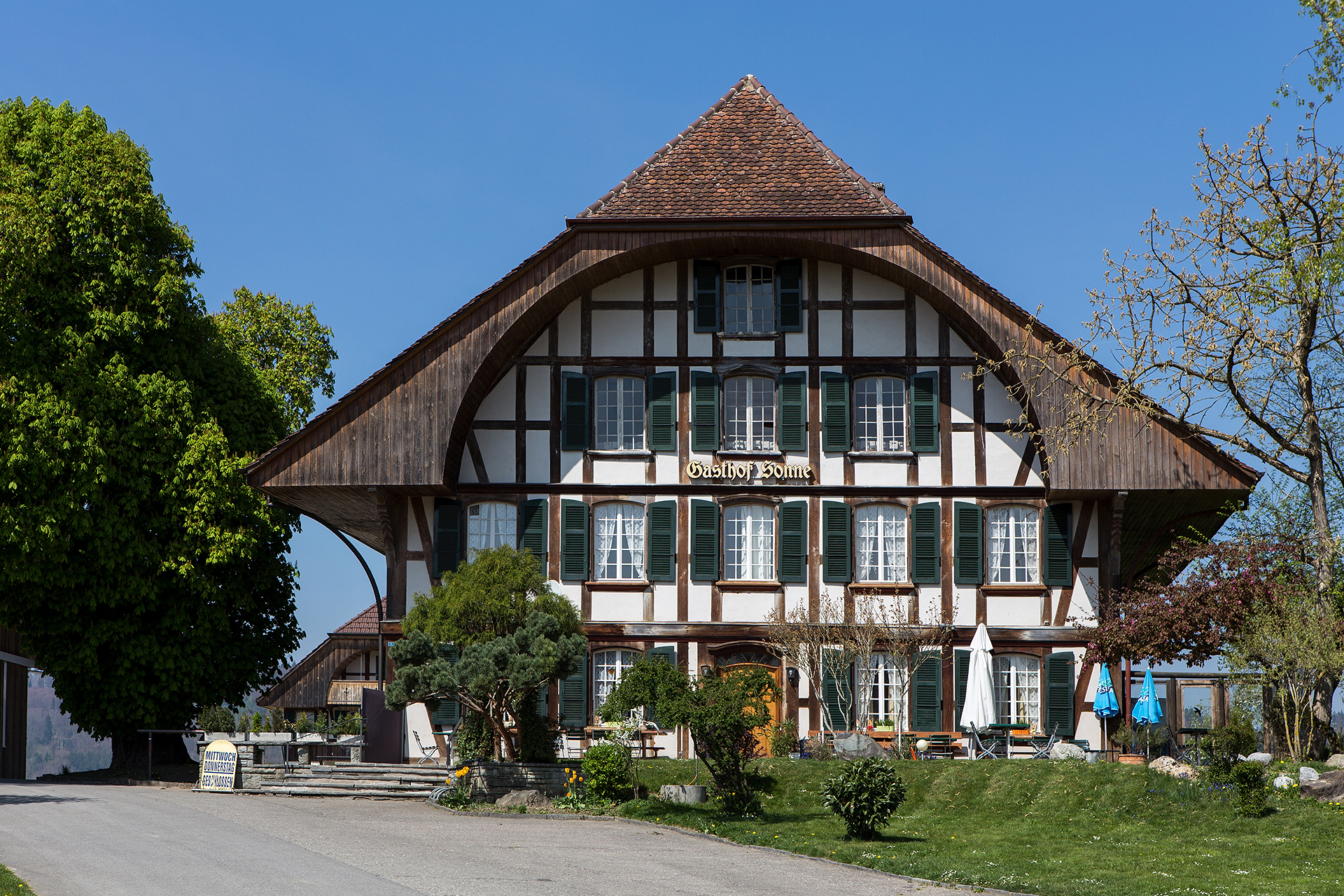
Gasthof Sonne
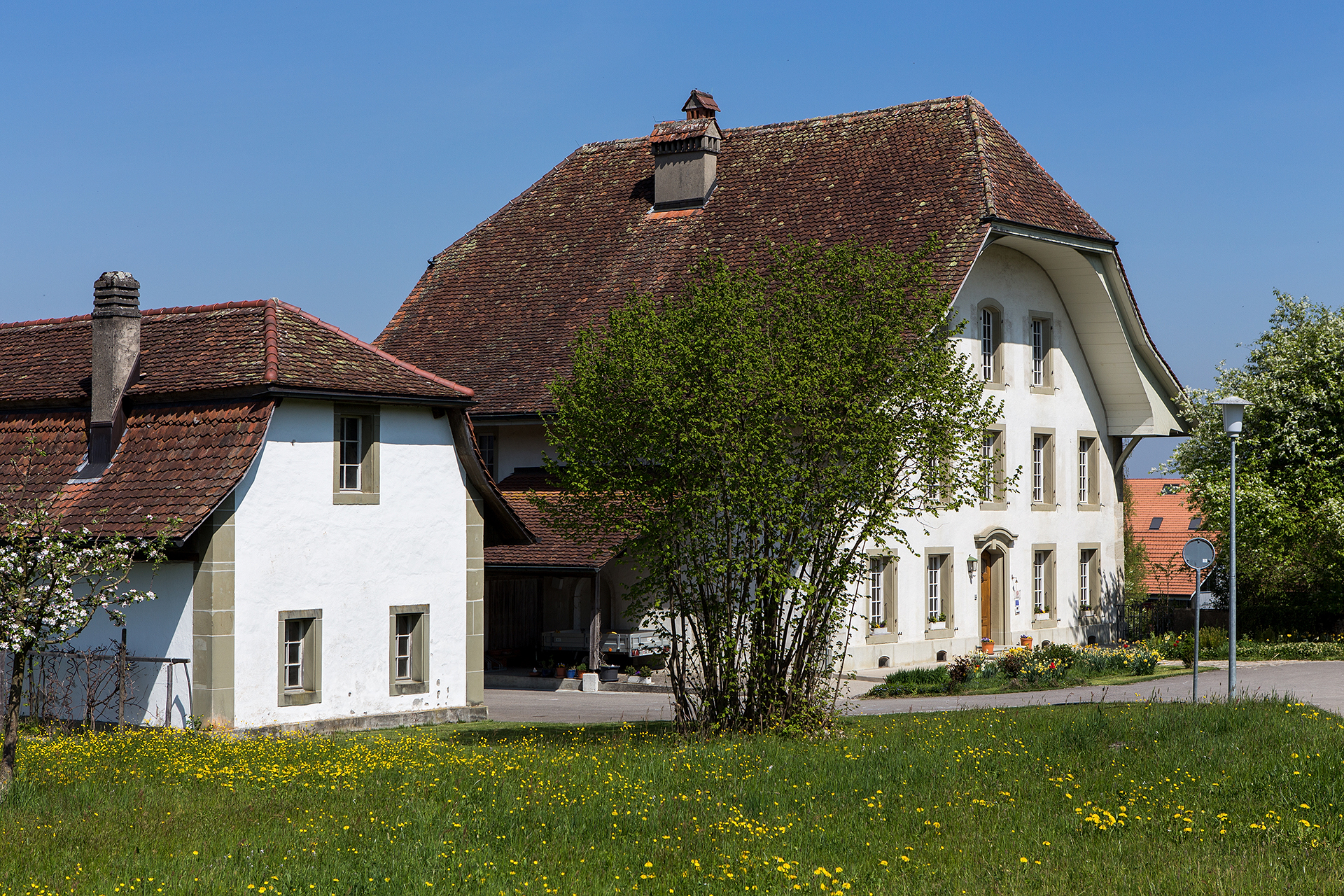
Pfarramt
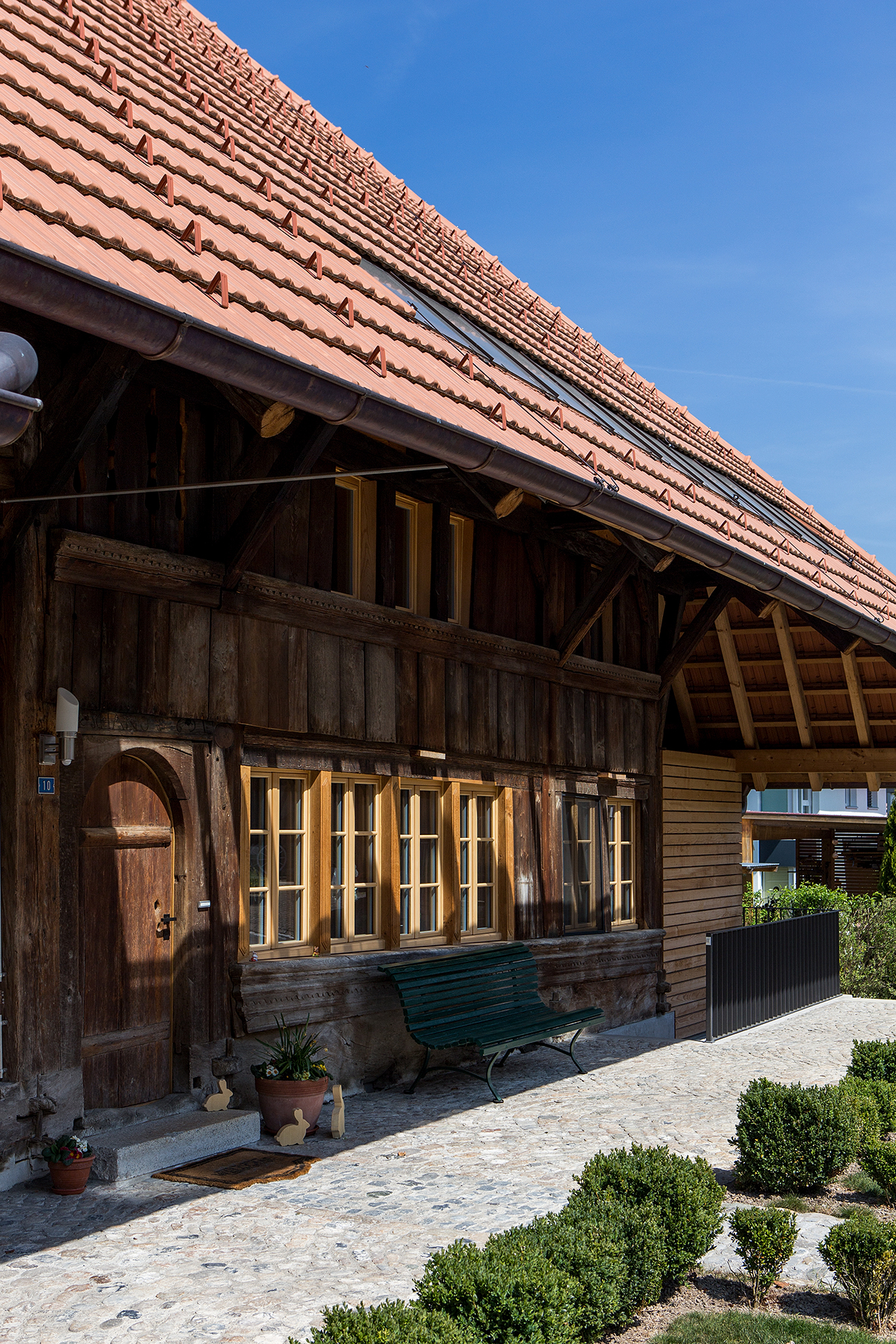
ehem. Bauernhaus

## Wappen
Blasonierung
In Blau zwei gezinnte weisse Türme mit je einem Fenster, verbunden durch weisse Giebelfront mit Tor überhöht von einem Fenster
Das Wappen ist demjenigen der Herren nachempfunden.

## Töchter und Söhne der Gemeinde
- Christian Wanner (* 1947), Politiker